# Луб'янка (Бучанський район)
Луб'я́нка — село Бучанського району Київської області. Населення до повномаштабного вторгнення складало 1530  жителів. Входить до складу Бучанської міської громади.

## Історія
Луб’янка розташоване за 25 км від Києва та за 12 км від Бучі. .
Площа населеного пункту - 1226 га..
Храмове свято – 22 травня

    В сиву давнину село розташовувалося серед дрімучого лісу на великому Київському шляху. Селяни займалися хліборобством, скотарством, різними лісовими промислами. Характерною особливістю жителів села було виготовлення різноманітних виробів із луба (внутрішня частина липового дерева). Звідси і назву село отримало – Лубне.
  Про подальшу долю села Лубне і виникнення села Луб’янка розповідав ще в середині XIX ст.. Леонтій Похилевич в книзі « Уезды Киевский и Радомысльский» :
     «Старожили, за переказами батьків, стверджують, що засновниками села були Мойсей Сивобород, Федір Гореленко та Павло Шевченко,котрі переселились із колишнього великого села Лубне, через яке в давнину пролягав великий Київський шлях від Гостомеля до Хабного. І сьогодні в цьому урочищі з декількома розкопаними курганами вказується і місце, де була церква. По розоренню ордою старого села Лубне, яке знаходилось біля нинішнього, ці селяни укрились від неї, а потім поселились на цьому місці  і назвали його Луб’янкою»..В 1897 році селяни, доведені до відчаю злиденним життям та численними утисками місцевого поміщика, розгромили його маєток. Удруге селяни напали на поміщицький маєток у 1905 році. Організатором виступу був уродженець села пітерський робітник К. О. Омельченко.
село Лубне. В наші часи в урочищі Лубному знаходили речі древніх поселян. Там же було розкопано фундамент старої церкви, знайдено хрести різних розмірів. Це урочище називали Кургани.
   З покоління в покоління передається в селі така легенда про виникнення села.
      «Недалеко від ставка, який знаходиться в кінці села було село Лубне. Повз село текла річка Кізка. Мирне життя людей зруйнували вороги – татарська навала. Село згоріло, загинули майже всі жителі, а живих забрали в полон.
   Жила в селі одна жінка зі своєю сім’єю – чоловіком, сином, батьком та братом. Одному татаринові сподобалась ця молода українка. Дав він їй три дні на роздуми, кого б вона взяла із собою на чужину.
Ну як надумала? – запитав татарин.
Так. – відповіла жінка. – Вже помирати пора батьку, а чоловіком будеш ти, дитя народиться в неволі, а брата, враже, де знайти?
   За таке мудре рішення відпустив татарин всю її сім’ю».
Поселилась ця родина біля невеличкого озерця. І пішло від них три роди: Бовтуни, Косяни та Мирони. Ще й досі в селі є такі народні назви кутків. Ще перші поселенці називались Найди.
    Росло село, розвивалося. У 17 столітті воно належало до Радомишльського маєтку уніатських митрополитів Київських. В 1780 році польський митрополит Ясон Сморгожевський володів селом Луб’янка.
Про це стверджує « Архив Юго-Западной России» ч.1, т.4.:
  « З селами Луб’янкою, Бабинцями, Феліціалівкою, з усіма до тих добр       приналежностями: ставами, озерами, млинами, руднями, гамарнями, ріками, гаями, лісами, борами, полями, сіножатями, збіжжям засіяним і незасіяним, поташовими будами, гутами, підданими тяглими і пішими з їх повинностями, жонами, дітьми і всяким до тих добр належностями, які тільки знайти можна…»
У 1783 році в Луб’янці проживало 571 чоловік.
  В 1796 році царицею Катериною село Луб’янка   було подароване графу Карлу Остен-Сакену.
  В 1808 році онук Карла Сакена Іван Остен-Сакен продав Максиму Гулимі-Левковичу разом з іншими селами і село Луб’янку. Цей маєток називався Гаврилівським і основна садиба знаходилась в селі Гаврилівка.
  В 1863 році при церкві було створено церковно-приходське училище, яке було розміщене в церковному будинку.
   В 1864 році в с. Луб’янка вже налічувалося 846 жителів.  В селі була церква 5-го класу , яка була побудована з дерева в 1758 році і  якій по теперішнім міркам належало 37 га землі.
В 1884 році  Л. Похилевич розповідає про село:
   « Луб’янка – при вершині ручая Кізка за 10 верст від Берестянки і Шибенської Рудні. Жителів обох статей: православних 1135, євреїв 10; по ревізії 416 з наділом 1145 десятин та викупом 1055 руб 70 коп.»
  Перші відомості про існування школи в селі відносяться до  1879 року.В  церковно-парафіяльному училищі  навчалось 15 хлопчиків, переважно діти заможних селян.
     Дітей навчала Уляна Шушкевич (Монастирська). Хлопчики вчилися читати, писати, заучували багато молитов. Після закінчення училища деякі з них продовжували навчання у духовній семінарії.
  В 1886-89 роках учителем був Іван Олексійович Преварський, син псаломщика.
  В історії села зберігся факт, коли доведені до відчаю злиденним життям та численними утисками місцевого поміщика ,  селяни Луб’янки в 1897 році розгромили панську економію.
  Село росло, розвивалося. Головним заняттям жителів на той час було хліборобство, а також виготовлення ложок та гончарство. Багаті ліси давали можливість заготовляти будівельні матеріали, які доставлялись на річкову пристань "Глібівка". В Луб’янці діяли: лісопильний завод, який належав купцю Хаїму Ароновичу Файбишенку,  де працювало 12 робітників, вітряний млин, цегельний завод, хлібна комора (магазин).
   В 1900 році в с.Луб’янка налічується 249 дворів, де проживає 1436 чоловік (709 чоловіків та 727 жінок). Село належало Миколі Пилиповичу Толочинову, знаходилось в аренді у Кузьми Свідерського.
  У «Списку населенных мест Киевской губернии» за 1900 р.одним з головних занять жителів Луб’янки було «виготовлення глиняного посуду». Цей промисел давав річного прибутку 1300 рублів. Луб’янка була серед основних осередків гончарства поліських районів Київщини.
   В 1900 році при церкві була організована церковно-приходська школа,
в якій  вчителем маленьких луб’янців був місцевий священик Тихін Миколайович Добрянський.
  Революційні події 1905 р. відгукнулися стихійними селянськими виступами. Очолював ці виступи у Луб’янці петербурзький робітник, місцевий уродженець Костянтин Омельченко. Він привіз революційну літературу, згуртував молодь: Марко Матвієнко, Антон Царенко, Параска Сивобород, збирались в урочищі Червоний ліс, читали заборонену літературу, співали революційні пісні. Родіон Кисленко розклеював в селі більшовицькі листівки. Селяни почали відмовлятись виконувати повинності, сплачувати податки, самовільно рубали ліс, захоплювали землі пана Лихолета. Лісова охорона не могла справитись з повсталим селом. З Києва спішно приїхала група інгушів, яка розправилась з селянами. Під час такої розправи на березі річки Кізки було вбито селян Йосипа Жирка та Данила Семенюка.  Костянтин Омельченко з села зник, і його подальша доля невідома.
  За розповіддю старожила села Данила Вороницького, в тому місці, де зараз урочище Мощанське, в кінці XIX ст. поселився один лісник – молдаванин Мощул, який пропрацював більше 25 років лісником і розбагатів. Навколо нього почали поселятися луб’янські селяни – Садовники, Мідники, Мальки, Коші, Кобці, Беринди, Хомицькі, Бовтуни. Так утворився у 900-х роках після Столипінської реформи хутір Мощанка. Жителі були переселені в село Луб’янка і від поселення залишилась тільки назва – урочище Мощанське.
   Крім обробітку землі, жителі Луб’янки займались вирощуванням насіння дерев: сосни, вільхи, дуба, акації, каштана  у лісництві пана  Лихолета, яке продавалось по всій Україні. Також була ферма, де розводили мисливських собак гончої породи  «вижлець». Урочище, де була ферма і зараз називають «Вижлянка». Після встановлення радянської влади луб’янські  ліси були націоналізовані і ввійшли до складу Шевченківського лісництва.                        
    В 1905-1907 роках замість церковно-приходської школи відкрилась земська школа, в якій діти навчались 4 роки.  В 1908 році в селі було відкрито Луб’янське споживче товариство. Головою був обраний панотець Тихон Миколайович  Добрянський, за правління якого в 1913 році  споживче товариство отримало Малу золоту медаль на Всеросійській виставці. Споживче товариство в селі Луб’янка відкрило в селі кооперативний млин з великою користю як для кооперативу, так і для селян округи, почали будувати дорогу Клавдієво-Катюжанка  через ліс, якою користуються і зараз (насип). 
Під час української революції і боротьби за незалежність (1918р.) особливих бойових дій на землях села не було. Навіть на початку революції, коли навколо палали маєтки і вирубувались ліси, за свідченнями начальника Державної варти Київського повіту, маєток А.І.Лихолета у Луб’янці вцілів від погрому. Як і в усіх інших селах, у Луб’янці були заможні селяни, і біднота, дехто воював у лавах червоних, дехто – в загонах отамана Орлика. Так, луб’янець Яків Хоменко (сотник  Смутник - Смутенко) був помічником отамана Орлика, вів боротьбу до останку, аж поки не був схоплений і розстріляний    губчека 26 лютого 1922 року.
   В селі було скликано сходку, було обрано  головою сільського ревкому   червоногвардійця  Федора Осадчого, комнезам очолював Василь Сивобород.
Але вороги не давали спокійно жити. В 1918 році в селі було організовано партизанську групу, яку очолив Василь  Сивобород. 
  В 1918 році після закінчення духовної семінарії до школи повернувся Михайло Іванович Преварський. Він вів просвітницьку роботу серед молоді, був організатором драматичного гуртка, переглянути вистави якого сходилось все село.
   В 1922 році головою сільської ради був Марко Матвієнко. В 1923 році було засновано вечірні курси навчання грамоти  для дорослих.
   В 1924 році в селі Луб’янка налічувалось 488 дворів, де проживали 1849 чоловік.  У користуванні жителів було 1135 десятин землі, із них 123 десятини присадибної, 675 десятин орної та 337 десятин сінокісної. 28 січня 1924 року була відкрита хата-читальня під керівництвом М.О. Петренка. При хаті - читальні працюють гуртки – природничо-науковий, військовий, сільськогосподарський, політичний.
   Як сказано у звіті роботи сільської ради за 1925 рік , в селі було проведено таку роботу – впорядковано криниці, положено три містки, пронумеровано двори, засипано калюжі, відремонтовано церковний будинок під школу,  дороги обсаджено деревами організовано пожежне товариство, почищено ставок, зроблено щеплення від віспи. 
  Приміщення земської школи не вміщало великої кількості дітей, тому був відремонтований церковний будинок і там розміщено школу. В школі навчаються 112 дітей, працюють три вчителі, було відкрито лікнеп для неграмотних жителів села.  Школу очолив Преварський Михайло Іванович.       В 1926 році в селі установлено радіоприймач.
   В 1927 році Олександр Опанасович Бовтун при підтримці Миколи Ткаченка, Петра Хоменка, Олександра Короля на землях під Феліціалівкою(Здвижівкою)було створено ТСОЗ «Наша правда». Єдиний комуніст у селі, що належав до Гостомельської парторганізації, Олександр Опанасович  Бовтун, який був направлений  з Харкова урядом УРСР,  був організатором сільської комсомолії. У 1922 році Олександра Бовтуна обрали головою рай комнезаму Гостомельської волості. А з 1923 року головою Луб’янського комітету незаможних селян.
  Головою сільської ради був обраний Микола Трохимович Горілий.   
      29 березня 1929 року з ініціативи комуніста Олександра Опанасовича Бовтуна в с. Луб’янка було організовано колгосп, якому виділили 600 гектарів землі. У господарстві на той час було 18 бідняцьких дворів – брати Яким та Мирон Бовтуни, Мусій і Дмитро Олексієнки, Микола Ткаченко, Олександр Король, Марко Матвієнко, Лукерія Щур та інші. На спільні гроші, крім усуспільненого майна і худоби, було куплено три пари коней, вози, плуги, борони. Колгосп назвали „Серп і Молот”, контора розміщена на садибі куркуля Кравця. Перший корівник споруджено в колгоспі в 1930 році.  В 1933 році Олександр Опанасович Бовтун помер. Господарство очолив  Іван Заковоротній.
  Проведення колективізації супроводжувалося масовими репресіями проти заможної частини населення.
   В 1930-32 роках 13 сімей, які не погодилися вступити до колгоспу,  було вислано на Північ,  Урал, в Пермську область та Сибір , це сім’ї – Гната Петровича Кравця, Якова Петровича Петренка, братів Михайлюків Якова, Мирона, Омеляна, Григорія , Кравченко Н.Т., Федосенко Т.З.,Петренко Г.Н., Петренко Я.І., Михайлюк Н.С. , П.М.Ткаченка,  І.І.Гаврилюка.
  Сільська школа  у 1931 р. отримала статус семирічної, а у 1939 р. - середньої. Очолював педагогічний колектив – Вишневський Олексій Миколайович.
     В 1933 році спільне бідняцьке господарство мало 93 пари коней, 15 пар волів, 108 корів. Невдовзі розвиток тваринництва досягнув такого рівня, що колгосп став зразковим в районі. На ферму було прокладено водогін, воду подає    водотяг, якого рухав двигун млина.
  Голод 32-33-х років не минув і наше село. В селі був організований дитячий будинок, де проживали діти переважно дошкільного віку. Для підтримання селян в колгоспній їдальні варили кашу і розвозили по вулицях села до кожної хати. Як згадує жителька села Содоль (Хоменко) Лідія Степанівна, що корівку дід закрив в хаті і сидів біля дверей з сокирою, нікого не пускав. Мати пекла коржики з мерзлої картоплі і тертих буряків. Їли груші. Пам’ятає, що їх сусід Косян Іван – купив хлібину і по дорозі додому з’їв, прийшов додому і помер.
  В 1934 році колгосп  «Серп і молот» одержав свою першу грамоту від ВУЦВКу за успішний розвиток тваринництва. За нею була премія в сумі 2000 карбованців, а з Москви надіслали першу автомашину. Привіз її з Бучі перший місцевий шофер Микола Горілий. Колгоспниця Христя Лянчук побувала у Харкові на нараді передовиків тваринництва. Найкращих успіхів добились телятниці. Добовий приріст телят – 450-530 грамів. За ударну роботу Оксана Авраменко тричі премійована - 200 крб. Ударно працюють Олена Онопрієнко, Марія Царенко, котрі також премійовані облвиконкомом та обкомом партії. (газета» Молодий пролетар» від 24 травня 1934 року).
   В селі успішно розвивається культурне життя села: будується клуб, восени 1935 року учасники народного хору під керівництвом учителя Миколи Коновича Сапка брали участь у Всеукраїнському огляді художньої самодіяльності у Києві, допомагали їм готуватись до заключного концерту диригент Київського театру опери та балету Оскар Сандлер та співачка Оксана Петрусенко. Як згадує учасниця хору Петренко Марія – спочатку хор був учасником концерту на відкритті сільськогосподарської виставки в Малині, а після цього виїхали поїздом до Києва. Солістка оперного театру Оксана Петрусенко  допомагала в постановці танцю для хору. Танцювали старовинний танець «Шира». На баяні грав Василь Бовтун.
   В 1935 році колгосп був відомий на всю Україну. В  колгоспі придбали перший грузовий автомобіль, водієм був Горілий Микола Трохимович. 
27 червня 1935 року  село відвідала іноземна делегація – з Англії,гості  детально ознайомились з господарством, зокрема, тваринництвом, записали англійською мовою враження в книзі відвідувачів такого змісту: « Ми провели в колгоспі дві чудові години. Нас тут приймали досить приязно. Ми в захопленні від побаченого» (газета «За більшовицькі темпи», 1935 рік).  Представники колгоспу на чолі з головою колгоспу Григорієм Михайловичем Пороньком та завідуючим фермою Дмитром Остаповичем Омельченком  їздили в Москву на з’їзд колгоспників-ударників на якому вони рапортували партії та уряду про небувалі досягнення луб’янських хліборобів. Головою сільської ради був Андрій Потапович Кравець.
  У 1936 р. колгоспу було передано перший трактор, Трактористом був М.В.Сивобород. Проведена електрифікація села. Зростали масштаби колгоспного будівництва, збільшувались врожаї пшениці, льону, проса, жита.
Колгоспники К.Король і Д.Вороницький пристосували звичайний плуг для копання картоплі. З плуга зняли леміш і полицю. Це їх удосконалення дає прекрасний результат і за день викопується по 0,6 - 0,8 га картоплі.(газета «За більшовицькі темпи» від 18 липня 1936 року).
  В 1937 році в колгоспі було 186 коней, 104 дійні корови, 30 волів, паровий млин, крупорушка, паровий двигун.  Доярка Катерина Дмитрівна  Король надоїла від кожної корови по 3400 кг молока. Колгосп «Серп і Молот» тримає міцний зв’язок із своїми шефами-робітниками Дарницького заводу Резинбуд. На Жовтневі свята колгоспний хоровий гурток у складі 30 чоловік і струнний оркестр із 10 чоловік були запрошені у гості. 7 листопада колгоспники разом з робітниками взяли участь у святковій демонстрації на Хрещатику. Делегація в Києві пробула 3 дні  і за цей час дали чотири концерти для робітників заводу Резинбуд ( Газета «За більшовицькі темпи», 16 листопада 1937 року).
  Не обійшли стороною село і репресії 1937 року. У Луб’янці було заарештовано і засуджено : М.І.Петренко, В.Х.Петренко,  А.М.Косян, Т.М.Матвієнко, В.Ф.Євтушенко. Василь Харитонович Петренко повернувся з заслання і посадив в колгоспі сад, яким опікувався все своє життя.  Також невеликий садок він посадив біля амбулаторії.
В 1938 році Король Катерину Дмитрівну , доярку колгоспу «Серп і Молот» нагороджено срібною медаллю, яка по 3400 літрів молока на фуражну корову.
  В 1939 році було відкрито десятирічну школу, неписьменність в селі було ліквідовано.
В перші дні воєнного лихоліття луб’янці, як один піднялись на захист рідної Вітчизни. 323 жителі Луб’янки пішли на війну. Колгоспники Федір Борщ, Сергій Хомицький, Пріська Гаврилюк, Катерина та Галина Король активно евакуйовували худобу. У липні 1941 р.з села на схід було відправлено404 голови великої рогатої худоби, 309 голів молодняка, 209 свиней, 130 овець. Луб’янські колгоспники  підібрали по дорозі розгублену худобу з інших колгоспів і здали  в Прилуках разом 5000 голів. Колгоспники ховали і закопували сільськогосподарський інвентар. Федір Петренко розібрав і заховав частини колгоспного млина, який після війни відновив.
  16 липня 1941 року німецько-фашистські війська окупували село. Перестріляли курей, свиней, корів, грабували будинки. Визволене Червоною Армією 6 листопада 1943 року. Окупантами вивезено до Німеччини 117 чоловік, закатовано - 2 чоловіки. (Київський обласний архів. КОДА, ф.Р- 4758, оп.2 спр. 54, арк.146)
З перших днів гітлерівської окупації місцева управа почала заводити старі дореволюційні порядки. Німці робили це з однією метою – убезпечити себе в тилу, тому намагалися прихильно ставитися до простих людей. Особлива увага приділялась відновленню церков. В окупаційній газеті «Українське слово» було надруковано оголошення : «10 листопада 1941 року відбулося  урочисте посвячення храму  Святого Миколи у парафії села Луб’янка Бородянського району. Активну участь у цьому святі взяв староста села пан Вагнер».
Пізніше в  приміщенні церкви було розміщено німецький госпіталь, на території церкви були поховання гітлерівських окупантів, прах  яких в 70-х роках було вивезено і перезаховано в Німеччині.
    В селі було організовано підпілля, яке очолив Дмитро Юхимович Сивобород, але зрадники видали підпільників і 8 з 10 комуністів було розстріляно 27 березня 1942 року в Бабиному Яру в Києві: Бовтун Василь  Іванович, Бовтун Семен Опанасович, Кузьменко Олександр, Омельченко Андрій Іванович, Онопрієнко Григорій Миколайович, Онопрієнко Петро Олександрович, Сивобород Дмитро Дмитрович, Онопрієнко Василь, також була закатована підпільниця Кисленко Ганна Ралківна.
Від початку гітлерівської окупації до Рейху було відправлено близько 160 осіб.
  Під час війни в боях з гітлерівськими окупантами загинуло 132 луб’янці. 16-річний партизан-розвідник з Луб’янки Віктор Кравець загинув у бою під Радомишлем і похований біля с. Біла Криниця.
 Лейтенант Червоної армії Михайло Дмитрович  Косян, після втечі з полону, в 1943-1944 роках воював проти ворога в Італії, де став командиром партизанського загону. Товариші по зброї називали його  «Тененте Мікеле».
  6 листопада 1943 р. 1-ша гвардійська кавалерійська дивізія 1-го кавалерійського корпусу під командуванням капітана Остапченка  звільнила Луб’янку, знищивши до роти піхоти 338-го піхотного полку противника. Під час визволення села загинуло 10 солдат, які були поховані на місці боїв, але пізніше  їх прах був перезахоронений в братській могилі. Молодший лейтенант Андрій Шеметов , розвідник привезений фашистами з Синяка, помер і був похований сім’єю Гапи Омельченко  в кінці свого обійстя, в 60-х роках прах був перенесений до братської могили.
  Після визволення села  луб’янці почали відроджувати зруйноване господарство. Головою колгоспу обрали Мирона Бовтуна, а пізніше Олександра Матвієнка. В1945 році з війни повернувся фронтовик Микола Капшук, який очолив господарство – усуспільнювали зайву худобу, коней, відновлювали техніку, господарство налічувало 1114 га землі.
З 1 вересня 1941року по 6 листопада 1943 року школа не працювала. Після визволення села  директор школи, Преварський М.І. формує новий педагогічний колектив, членами якого стали колишні учні школи: Кисленко (Прохорчук) Олена Семенівна, Король (Горіла) Марія Сергіївна – вчителі початкових класів з 1943 по 1977 рр.; Бовтун (Король) Марія Денисівна – вчитель математики; Борщ (Ляхевич) Олександра Федорівна(1944-1979) – вчитель української мови та літератури; Євтушенко Ольга Василівна –вчитель початкових класів.              Після закінчення війни повертається Матвієнко Андрій Маркович – вчитель математики , Клибанівський Петро Олександрович – вчитель біології (відмінник народної освіти, керівник гуртка юннатів, нагороджений трьома бронзовими медалями ВДНГ СРСР, з нагоди 100-річчя І.В.Мічуріна та за роботу в галузі садівництва його нагороджено ювілейною медаллю Міністерства сільського господарства СРСР) та Прохорчук  Михайло Денисович ─ вчитель історії, який започаткував вихід сільської газети «Нове життя», громадський кореспондент газети «Вперед».
  Під час війни працювала мед амбулаторія , лікарем в селі  була Федорова Марія Мусіївна, яка була родом з Воронезької області. Фельдшером працювала  Давиденко Софія Свиридівна.
З серпня 1946 року в селі став працювати родильний будинок,  де акушеркою, а з січня 1948 року завідуючою , працювала Лобова  Єфросинія Олексіївна. Фельдшером працював Бортновський Леонтій Іванович, його дружина Ганна Власівна була санітаркою.
1949 рік -  рік розквіту господарства. Були заготовлені стовпи і на початку літа електрики Василь Олексієнко та Артем Петренко засвітили перші лампочки. Електрику проведено з Демидівської електростанції.
Економічно колгосп зміцнів у 1954 році під керівництвом голови колгоспу Василя Сергійовича Замітайла: вирощувались великі врожаї,прибуток в господарстві становив 352180 карбованців. Побудовано нові корівники, телятники, свинарники, зерносховище, гараж, майстерня, кормокухня, льонопереробний пункт, дитячий садок, баню, чимало нових будинків з’явилося на вулицях села. В селі працює медамбулаторія та родильний будинок. Головним лікарем був Сладких Віктор Францович, акушеркою – Лобова Єфросинія Олексіївна, медсестрою – Клибанівська Катерина Петрівна.
  В 1954 році неповна середня школа стала середньою, добудоване шкільне приміщення, де навчалось 320 учнів.
  В 1956 році колгосп добивається найвищої в районі урожайності зернових культур. Від реалізації овочів колгосп отримав майже чверть мільйона карбованців прибутків. І все це завдяки сумлінній праці таких майстрів городництва, як  Агафія Ничипорівна Омельченко, Віра Гордіївна Онопрієнко, Агафія Назарівна Сивобород. 
Майже 10 років з 1959 року в селі видавалася двічі на місяць газета «Нове життя» під керівництвом вчителя історії Михайла Денисовича  Прохорчука, тиражем 500 екземплярів.
У 1964 році в Луб’янській школі нараховується 365 учнів - це діти із сусідніх сіл: Озера, Гаврилівка, Вороньківка, Синяк, Раківка, Здвижівка, Савенка.
Школа мала свій інтернат, де жили учні із сусідніх сіл. Завідуючою інтернатом була Євтушенко Ольга Василівна. Директором школи був Рак Олександр Іванович. 
В 1966 році відкривається автобусне сполучення з м. Києвом, автобус курсує 10 разів на день. Будується дорога з твердим кам’яним покриттям. 
    В 1968 році відкривається поштове відділення, листоношею працює Ганна Ільківна Кислова.
В 1970 році в селі проживало 1294 чоловіки. Колгосп «Серп і Молот» мав у своєму користуванні 1,8 тисячі гектарів сільськогосподарських угідь, із них   1.2 тисячі гектарів – орної землі.
  В колгоспі «Серп і Молот» працюють доярки, які успішно борються за тритисячні надої молока від кожної фуражної корови. Це – Ніна Артемівна Содоль, Марія Андріївна Петренко, Євдокія Ничипорівна Кисленко, Ольга Семенівна Прищенко, Марія Миколаївна Ганага, які одержують по 12,5 – 13 кілограмів молока від корови.
  Колгоспники одержали високі врожаї волокна льону - по 8,3 центнера з гектара і виконали завдання по  продажу його державі на 236 процентів. Колгоспу присуджено перше місце з врученням Червоного прапора РК КП України та грошової премії. 
В 1973 році школа стала восьмирічною – зменшилась кількість учнів. 
   При головуванні Троценка Олексія Миколайовича в 1974 році Луб’янський колгосп «Серп і Молот» було об’єднано з колгоспом с. Озера «Нове життя».     В 1975 році створюється нетельне господарство на 5000 голів . 
В 1975 році відкрито новий Будинок культури, директором був Омельченко Василь Андрійович, завідуючою бібліотекою працювала Омельченко Ніна Григорівна. Заасфальтована центральна вулиця Шевченка та вулиця Короленка. В 1976 році в селі встановлено автоматичну телефонну  станцію, зроблено тверде покриття на вулиці 1 Травня.
Афганістан залишається в нашій пам’яті не лише болем утрат, а й мужністю та героїзмом солдатів і офіцерів. У бойових діях брали участь Матюшенко Юрій Борисович, Бовтун Валерій Іванович, Бовтун Анатолій Васильович, Омельченко Олексій Миколайович, Хомицький  Анатолій Федорович, Кочерга Володимир Степанович, Висоцький Василь Петрович.   
В 1980 році колгосп почав будувати нові будинки для спеціалістів на вулицях В.Кравця, Нова, Садова. 
1986 рік. Аварія на Чорнобильській АЕС.  У Луб’янці чорнобильський біль сприйняли, як свій власний. В ту ніч не спав ніхто, ні голова сільської ради В.І.Іваненко, ні голова правління колгоспу «Серп і Молот» Т.О.Тарасенко. Депутати, комсомольці,активісти – всі чекали переселенців. 1287 чоловік прибуло в наше село з Корогода. Всіх потрібно було прийняти , розмістити. Коли луб’янці почули про людську біду, самі, без втручання активу, приходили на площу, куди під’їзджали автобуси з переселенцями, брали за руки дітей, речі й відчиняли двері своїх домівок. Не минуло й двох днів, як 314 чоловік із новоприбулих працевлаштувались у колгоспі та на різних роботах. У праці й горе легше переноситься. 2000 голів породистої худоби з колгоспу «Заповіти Ілліча» були розміщені в літньому таборі колгоспу «Серп і Молот». З липня у Луб’янку прибули будівельники з семи районів Харкова та Харківської області. За два місяці  в селі було побудовано три вулиці – Харківська, Дружби та Будівельників, де було розміщено 110 будинків для 400 переселенців з чорнобильських сіл Корогод, Глінка, Замошня. Також був побудований магазин, проведено газ, водопровід.  В січні 1987 року в селі було проведено газифікацію села, здані в експлуатацію приміщення комплексно-приймального пункту, двох магазинів, сім одноквартирних будинків для колгоспників,учителів, медиків, культпрацівників,зроблено ремонт в будинку культури, заасфальтовано центральну вулицю Шевченка.
  Першого вересня 1987 року  у новій Луб’янській неповній середній школі вперше  пролунав срібний дзвоник , який покликав дітвору у дорогу знань. Село прикрасила нова двоповерхова білостінна споруда. Це чудовий подарунок харківських будівельників. Директору освітнього закладу Духоті В.І. передав символічний ключ від будинку знань головний   інженер Готвальдівської МПМК №39 тресту «Харківагробуд» С.В.Андрущенко. Йому і ветерану педагогічної ниви А.М.Матвієнку доручили перерізати червону стрічку. Урочисто і схвильовано переступили поріг нової школи першокласники і шестилітки. 
В лютому 1990 року з колгоспу «Серп і Молот» відокремилось господарство с.Озера «Нове село».
В 1994 році  здано в експлуатацію  нове адміністративне приміщення, де розташовано сільську раду, контору колгоспу, поштове відділення, ощадкасу, АТС.  Чудовий подарунок отримали луб’янські малюки. В жовтні перших маленьких відвідувачів прийняв новий дитячий садок «Волошка»на 90 місць. 
В 1996 році землі КСП «Серп і молот» було розпайовано між членами колективного господарства. В 1997 році головою КСП «Серп і молот» обраний Цоколенко Сергій Олександрович.  В 1999 році за рахунок коштів облшляхбуду прокладено асфальтовану дорогу по вулиці В.Кравця та до кладовища. Почали будуватись нові будинки на вулицях Сонячна, Райдужна, Миру.
    В  2000 році збанкрутілий КСП «Серп і молот» було реорганізовано в  СВК «Луб’янський» під  керівництвом С.О.Цоколенка. Розпочалось викуповування майнових паїв колгоспників. У Луб’янці більше 1000 гектарів землі, по 2,5 га випало на кожного працюючого і пенсіонера-пайовика. Землі села складаються з 15 типів поліських грунтів. Це, власне, луб’янські, що довкола села, та трав’яні  луги  біля Пилиповичів та Бородянки. Власниками майнових паїв стали 450 працівників господарства. 
 3 січня 2001 року  було утворено приватне сільськогосподарське підприємство «Наталка» під сировиною керівництвом Катрука Юрія Івановича. Планувалось створити тваринницький комплекс для забезпечення фірми «Поліські ковбаси».  У 2002 році 304 власники земельних паїв заключили договори оренди з ПСП «Наталка», віддавши їй у користування 766 га земельних угідь, а в 2003 році – заключено 421 договір.  На жаль ці підприємства не оправдали надій колгоспників і майже всі будівлі перетворились на руїни, залишки яких були викуплені різними підприємствами та приватними особами.
       2010 році сільським головою була обрана  Фільченко Леся Іванівна.
25 листопада 2010 року сесією Луб’янської сільської ради було затверджено положення про символіку села . Герб села символізує собою щит перетятий на два поля  зеленого та червоного кольору з зображенням золотої гілки липи і трьома церковними куполами та увінчаний золотою короною з п’ятьох колосків пшениці. Прапор Луб’янки має зелено-червоний колір з гілочкою липи. Це відображає походження назви села та символізує дрімучий ліс, серед якого в сиву давнину утворилося село  Лубне на Великому Київському Шляху, де селяни займалися виготовленням різноманітних виробів із луба.
   В квітні 2011 року в селі  відкрито  пам’ятний знак до 25-ї  річниці аварії на Чорнобильській АЕС., облаштовано сквер та дитячий майданчик
   В вересні 2011 року в сільській бібліотеці відкрито інформаційно-комп’ютерний центр із найсучаснішим технічним обладнанням і вільним виходом в Інтернет. Вигравши грант по програмі «БІбліоміст» , бібліотека отримала три комп’ютери та іншу офісну техніку, завідуюча бібліотекою – Трепез Тетяна Василівна.
    В 2014 році рішенням Луб’янської сільської ради затверджено положення «Почесний громадянин села». Першими цього звання були удостоєні вчителька української мови Ляхевич Олександра Федорівна та лісничий Луб’янського лісництва Запорожець Микола Степанович за видатний вклад в розвиток села та виховання підростаючого покоління.
     В 2015 році сільським головою обрано Новиченка Анатолія Петровича.
  В 2016 році звання  «Почесний громадянин села» були присвоєні ветерану другої світової війни Олексієнко Петру Олексійовичу та  поету, члену спілки письменників Камінчуку Анатолію Семеновичу.
   Рішенням 9 сесії 7 скликання від 08 липня 2016 року прийнято рішення об’єднатися з територіальними громадами міста Буча, сіл Гаврилівка та Тарасівщина Гаврилівської сільської ради Вишгородського району; сіл Синяк, Вороньківка, Раківка, Червоне Синяківської сільської ради Вишгородського району; села Блиставиця , Бабинці, Здвижівка Бородянського району, села Мироцьке Києво-Святошинського району та селищем міського типу Ворзель Київської області в Бучанську міську об’єднану територіальну громаду з адміністративним центром у місті Буча.
В листопаді 2020 року старостою села призначено Петрушевську Ірину Миколаївну.
  В 2021 році  звання «Почесний громадянин села Луб’янка» було присвоєне фельдшеру Луб’янської амбулаторії Камаєвій Тетяні Іванівній.
В селі знаходиться гімназія №7 ,де  навчаються  120 учнів. З 2020 року очолює школу – Гулеватий Олексій Віталійович.
   Дитячий садок «Волошка»,  має чотири  групи, відвідує 60 дітей. Завідуюча дитячим садком  - Висоцька Лілія Миколаївна.
. В 2020 році побудована  нова амбулаторія сімейної медицини,лікарем сімейної медицини працює Петренко Емілія Михайлівна.
В «Історії міст і сіл Української РСР» про Луб'янку початку 1970-х було подано таку інформацію:

| Луб'янка - село, центр сільської Ради, розташоване за 22 км від районного центру і за 10 км від залізничної станції Буча. Населення - 1294 чоловік. Колгосп «Серп і молот» має 1,8 тис. га сільськогосподарських угідь, у т. ч. 1,2 тис. га орної землі. За самовіддану працю 4 колгоспники нагороджено орденами й медалями СРСР. У Луб'янці є середня школа, клуб, бібліотека[1]. |

## Гімн села
Моя кохана Лубянка, село мужнє,
Ти мужнього народу акорд,
У серцях твоїх горить вогонь свободи,
Що жадає перемоги, слави й лорд.
Ти виросло серед вогнів історії,
Виполивалося кров'ю героїв,
Твої поля були полоном битви,
А серця биттям віддавали люди.
Тут ллється потік слави беззоряний,
Що замовкне, коли прихідний ворог.
Ти стани сильним, будь завжди готовий,
Захищати рідну землю і дім свій.
Віддаєш ти у долі голос воїнів,
Що боролись за волю, за справедливість,
Ти не забудеш їх жертв і муки,
Ти згадаєш завжди цю військову містику.
Лубянка, село, мужність твоя вічна,
Ти приклад справжньої відваги й гордості,
Нехай твої поля завжди будуть сильними,
В боротьбі за мир і свободу, безстрашними.
На полях Лубянки зрістатимуть діти,
Що понесуть у собі спадок святий,
Захищатимуть небесну країну,
І знову Лубянка воскресне.

## Сучасність
В селі є гімназія,найдавніша дерев'яна церква Бучанського району Київської області збудована на честь Святого Миколая. Проект храму розробив академік архітектури Володимир Миколайович Ніколаєв (1847-1911рр.), один із найкращих київських архітекторів епохи «класичного капіталізму», автор проектів Покровського монастиря, будівлі Національної Філармонії, трапезної церкви Києво-Печерської лаври,бібліотека,фабрика ялинкових іграшок,рибні і м'ясні цехи,лісництво ,пилорами,почтове відділення .

## Відомі люди
Уродженцями села є:
- Олексієнко Федір Іванович (1898—1982) — майстер кераміки.
- Петро Васильович Петренко — український фізик;
- М. Ф. Петров — науковець;
- Петров Федір Васильович (1923—2009) — український поет.
- Камінчук Анатолій Семенович  - письменник,поет, член Спілки письменників України.

Мешканці:
- Проживав в селі і працював Іван Григорович Сич, поет, вчитель української мови та літератури, який видав 5 книг поезії, ініціатор створення шкільного музею побуту і культури села, автор гімну села «Луб’янка – моя Полісянка».
- В школі викладала уроки образотворчого мистецтва народна майстриня, член Спілки художників України Марія Козаченко.

## Окупація
У село Луб'янка Бучанського району на Київщині окупанти прорвалися в перші дні повномасштабної війни. В ліс навколо населеного пункту зігнали сотні одиниць техніки й стали там великим табором, де базувалися близько 15 тис. ворожих солдатів.
Серед окупантів було чимало кадировців. Вони ходили селом і лякали людей, кажуть місцеві. Також росіяни масово розграбовували хати й відбирали у населення цінності. Час від часу накривали Луб'янку з "Градів", згадують жителі.
Російські окупанти зробили чи не найбільшу свою базу під час наступу на столицю. Тримали там 15 тис. солдатів та облаштовували позиції — рили величезну кількість окопів і зміцнювали бліндажі.Найбільше місцеві мешканці боялися кадировців, які тримали в страху село й поводилися зухвало.Росіяни крали телевізори й пральні машини, ноутбуки й планшети. Були й такі, хто не знав, як ними користуватися.Обстріли були страшні. У селі розташовано багато промислових підприємств. Люди брали продукти на складах.Селяни досі не можуть оговтатися після страшних подій. Бояться гучних звуків і темряви. 

## Галерея

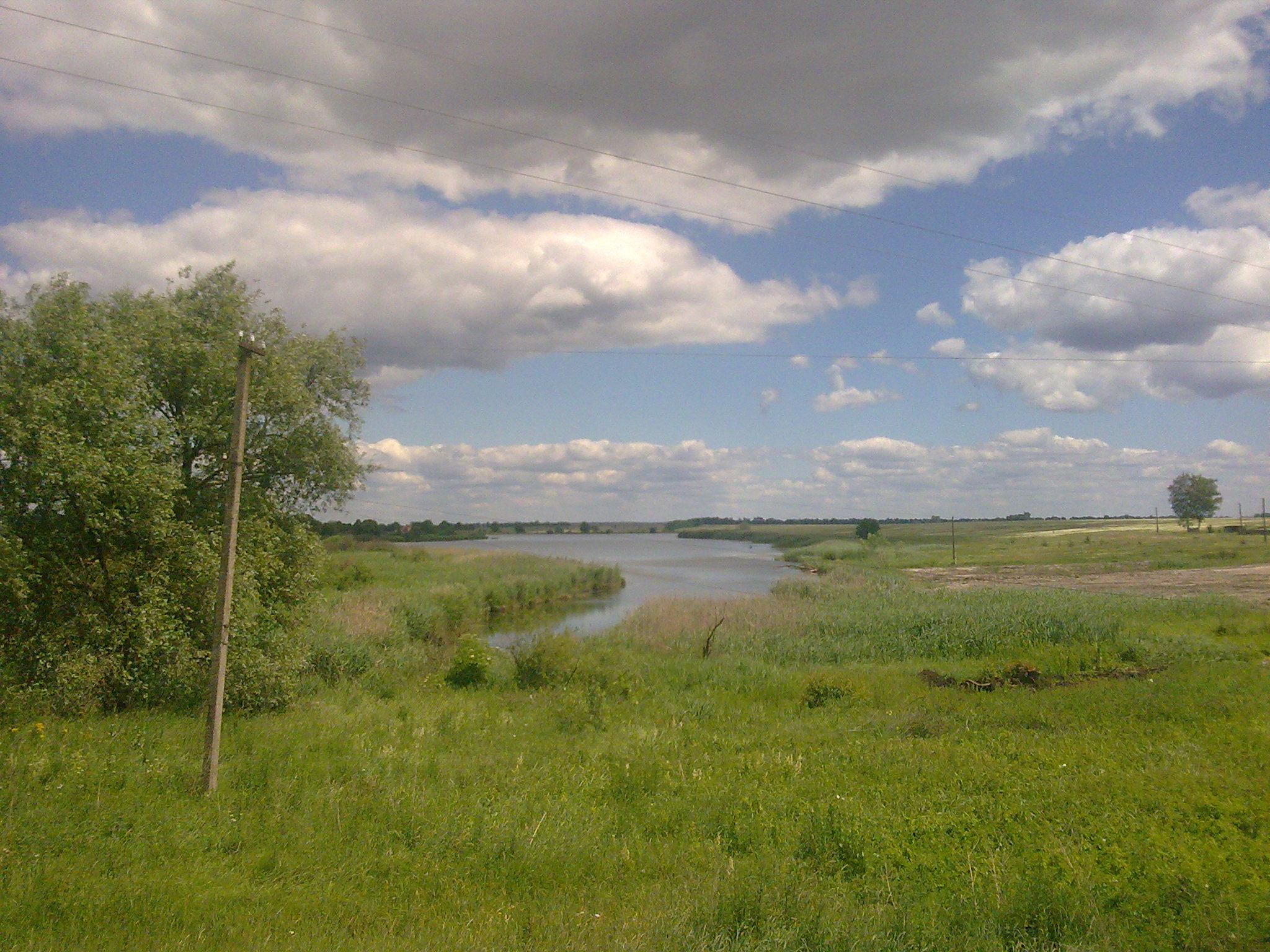
Початок р.Кізка.
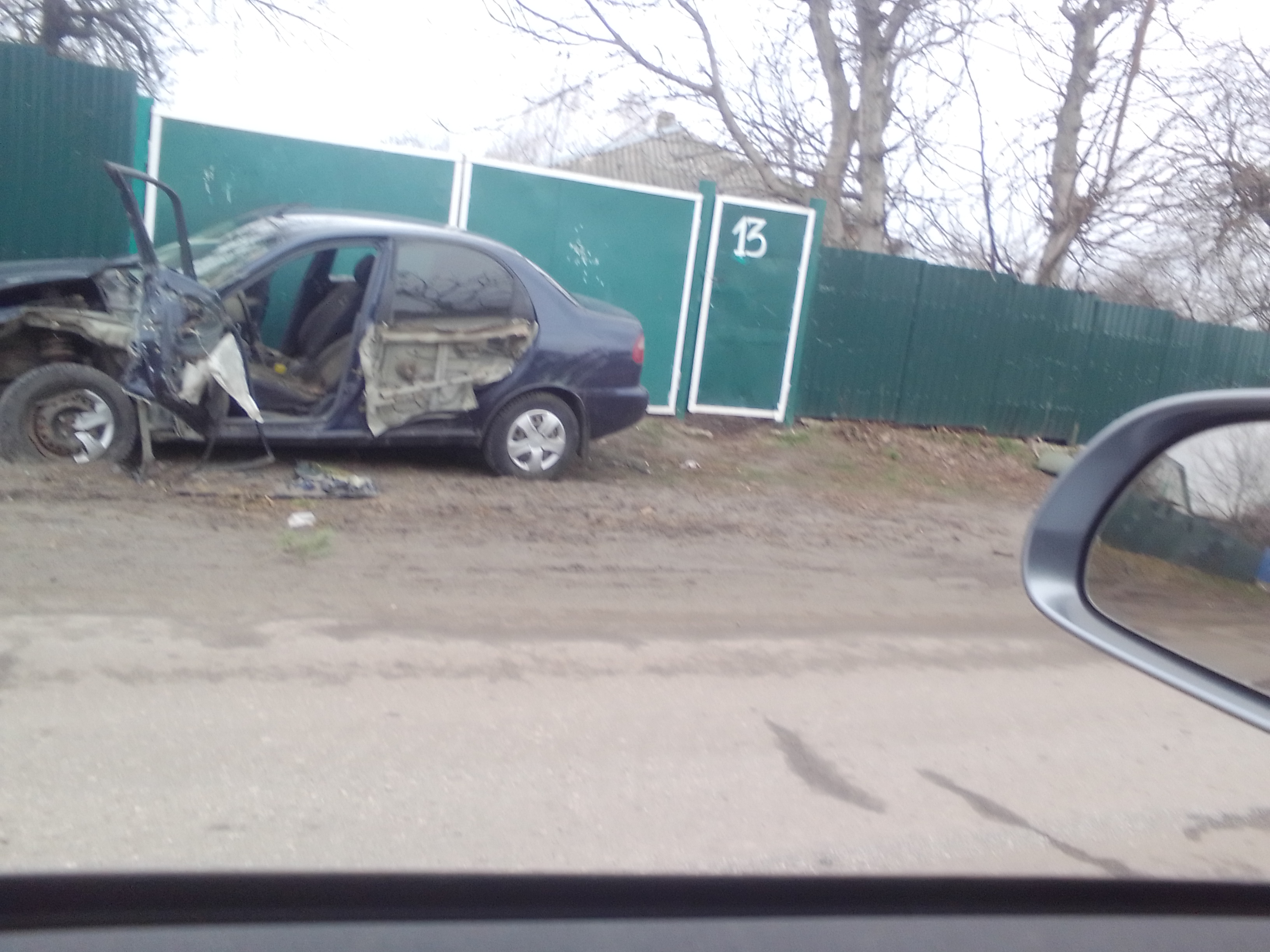
Ростріляна цивільна машина під час окупації.
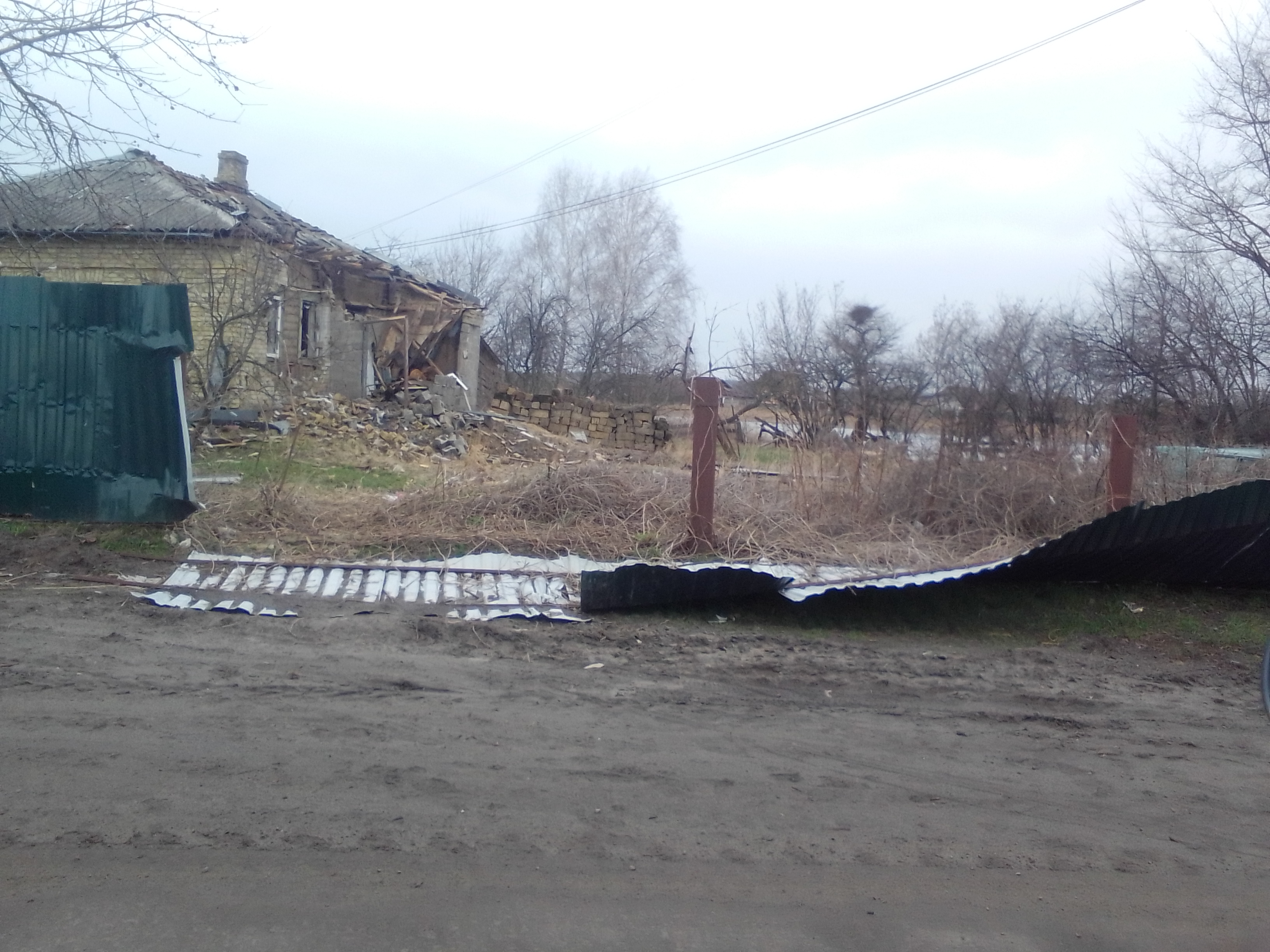
Зруйнований будинок російською ракетою.
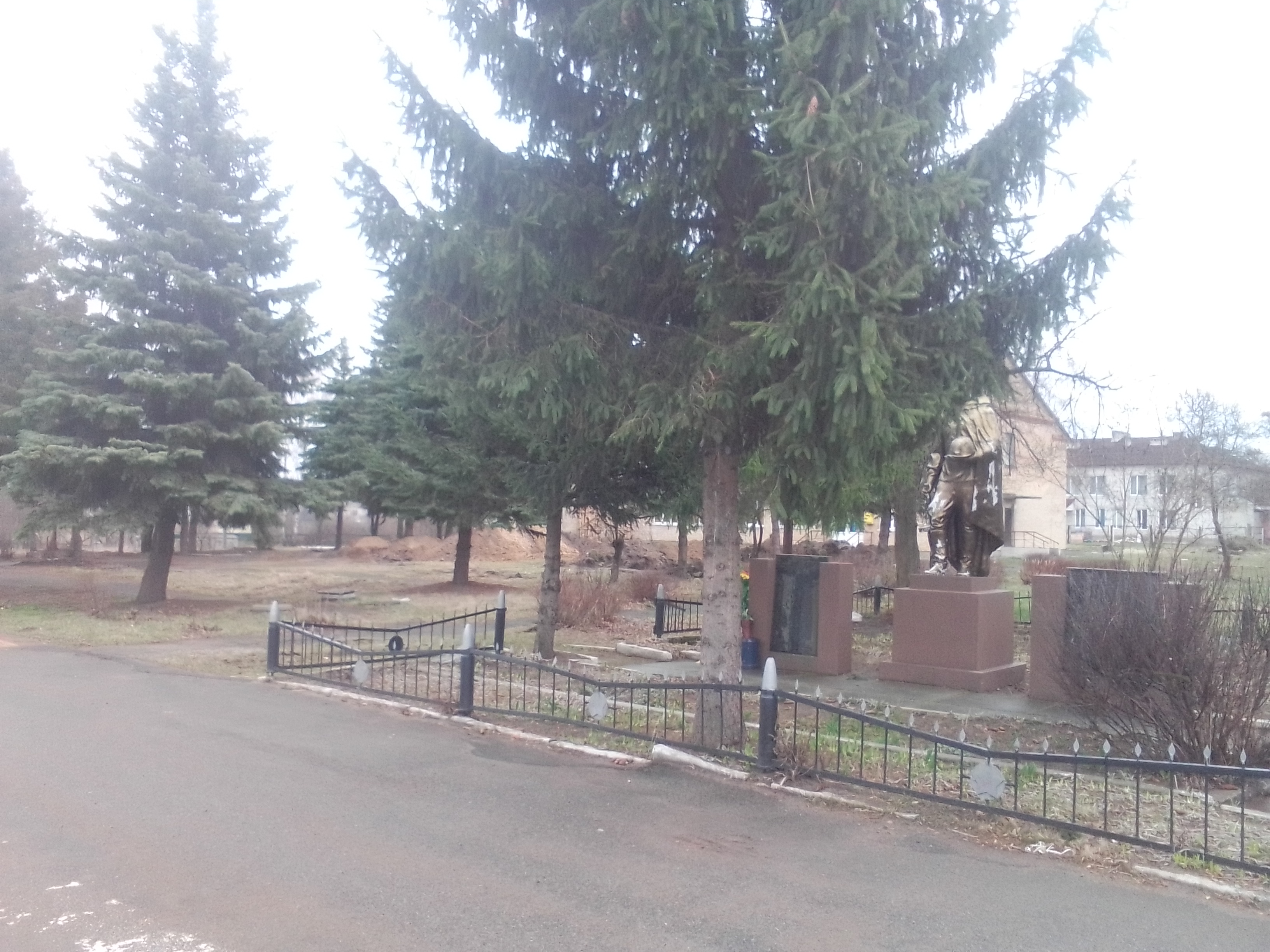
Памятник учасникам села в другій світовій війні.
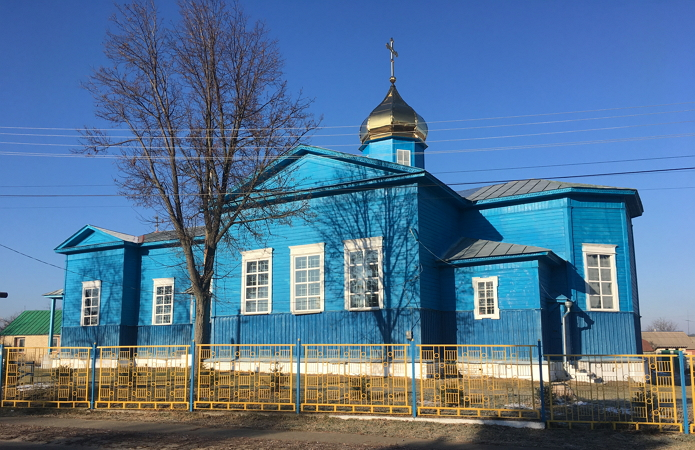
Миколаївська церква. Збудована у 1899 році.

.